# اوکسلوسوند
شهر اوکسلوسوند (به سوئدی: Oxelösund) در بخش اوکسلوسوند در کشور سوئد واقع شده‌است. جمعیت این شهر ۹۶۳٫۲ نفر است.